# Аскания-Нова (дендрологический парк)
Аскания-Нова — дендрологический парк общегосударственного значения, расположенный на территории Аскания-Новой поселковой общины Каховского района (Херсонская область, Украина). Площадь — 210 га.
Дендрологический парк расположен в границах буферной зоны биосферного резервата Аскания-Нова и биосферного заповедника Аскания-Нова.
В 2022 году, во время вторжения России на Украину, заповедник был захвачен. На данный момент находится под оккупацией ВС РФ.

## История
Парк заложен в 1887 году Фридрихом Эдуардовичем Фальц-Фейном на площади 28 га.
В 1966–1972 годы была построена его новая часть — дендропарк. Работа по интродукции деревьев началась в 1948 году. Полтора года его возглавлял Г. В. Воинов (первый заведующий парком, которого пригласили на постоянную работу), а в 1950-1969 годы – доктор биологических наук Г. М. Карасев.
Присвоен статус дендрологический парк общегосударственного значения постановлением Совета Министров УССР от 22 июля 1983 года № 311 «О классификации и сети территорий и объектов природно-заповедного фонда Украинской ССР» («Про класифікацію і мережу територій та об'єктів природно-заповідного фонду Української РСР»). Изначально был подчинён Украинскому научно-исследовательскому институту животноводства степных районов имени М. Ф. Иванова Южного отделения ВАСХНИЛ. 

## Описание
Парк расположен в центральной части Херсонской области — северо-восточной части пгт Аскания-Нова.   

## Природа
Аскания-Нова — один из самых больших степных дендропарков; единственный на Украине, имеющий искусственное орошение из артезианских скважин. Состоит из трех частей: старого ботанического парка, редколесья с дубравами и нового дендропарка. 
Здесь высажены около 1100 видов, разновидностей и форм древесных и 1835 видов, форм и сортов травяных цветочно-декоративных растений. В растительном покрове широко представлены ясень обыкновенный, клен остролистный, каркас западный, софора японская, сосна крымская, можжевельник виргинский, сирень обыкновенная и другие. Среди редких экзотов: кипарисовик Лавсона, гинкго двулопастный, пихта кавказская, ель Шренка, платан кленолистный, конский каштан красный и другие. Для территории дендропарка свойственно сочетание разнообразных искусственно созданных ландшафтов (лесных, лесостепных, степных, приозерных и садово-парковых открытых и закрытых пространств, живописных лужаек, искусственных водоемов, холмов) на фоне природной целинной степи. Проводится большая научная работа по интродукции и акклиматизации новых декоративных растений и использованию их для озеленения в степной зоне УССР. Объект туризма.
Интродуцированная дендрофлора парка насчитывает 766 видов, 348 форм и сортов (1114 таксонов): покрытосеменных — 958 таксонов (694 вида, 264 формы), голосеменных — 156 таксонов (72 вида, 84 формы и культивары). Коллекционный фонд цветочно-декоративных растений включает 700 таксонов (397 видов, 303 сорта): однолетние — 157, двухлетние — 14, многолетние — 529. Раритетная часть составляет более 10% культивируемой флоры дендропарка и включает 86 видов растений, внесённых в Красный список МСОП, 27 — Европейский красный список, 7 — списки Бернской конвенции, 3 — CITES, 67 — Красную книгу Украины, 11 — Красный список Херсонской области.

## Деятельность
Основными для научного коллектива лаборатории дендропарка являются исследования, направленные на сохранение, восстановление и развитие парковых насаждений. В частности, разработка принципов реконструкции старых и формирование молодых парковых массивов при орошении в засушливых условиях степной зоны. Наряду с этим проводятся исследования по интродукции древесных и цветочно-декоративных растений, изучаются свойства интродуцентов с целью использования в озеленении и садово-парковом строительстве.